# Вэньчанский диалект
Вэньчанский диалект (кит. трад. 文昌話, упр. 文昌话, пиньинь Wénchānghuà, палл. вэньчанхуа) — диалект хайнаньского языка, на котором говорят в Вэньчане, городском уезде на северо-востоке провинции Хайнань (юг КНР).
Вэньчанский считается стандартной формой хайнаньского языка. Именно его используют в радиовещании и телепередачах в провинции Хайнань.

## Фонетика
В вэньчанском диалекте выделяют следующие инициали:
|           |                     |                     | Губно-губные | Альвеолярные | Палатальные | Велярные | Глоттальные |
| --------- | ------------------- | ------------------- | ------------ | ------------ | ----------- | -------- | ----------- |
| Носовые   | Носовые             | Носовые             | m            | n            | –           | ŋ        | –           |
| Смычные   | Глухой              | Глухой              | –            | t            | –           | k        | ʔ           |
| Смычные   | Звонкий             | Звонкий             | b            | d            | –           | ɡ        | –           |
| Смычные   | Звонкий имплозивный | Звонкий имплозивный | ɓ            | ɗ            | –           | –        | -           |
| Аффрикаты | Глухой              | Глухой              | –            | –            | tɕ          | –        | –           |
| Аффрикаты | Звонкий             | Звонкий             | –            | –            | dʑ          | –        | –           |
| Щелевые   | Глухой              | Глухой              | ɸ            | s            | ɕ           | –        | h           |
| Щелевые   | Звонкий             | Звонкий             | (w)          | –            | (j)         | –        | ɦ           |
| Боковой   | Боковой             | Боковой             | –            | l            | –           | –        | –           |

Ключевые особенности инициалей:
- Отсутствие придыхания. Придыхательные согласные других диалектов систематически соответствуют определённым инициалям вэньчанского диалекта (напр., [pʰ]→[f]; [tʰ], [kʰ]→[h]).
- Имплозивные согласные. Вэньчанский диалект сохранил редкие звонкие имплозивные [ɓ] и [ɗ], которых нет в путунхуа.
- В вэньчанском [t], [d], [n], [l] — зубные, в путунхуа эти звуки — альвеолярные.
- В вэньчанском диалекте [f] произносится как губно-губной звук [ɸ], а не как губно-зубной.

В вэньчанском диалекте выделяют следующие финали:
| Финали с гласным окончанием | Финали с гласным окончанием | Финали с гласным окончанием | Финаль с носовым окончанием | Финаль с носовым окончанием | Финаль с носовым окончанием | Финали со смычной согласной | Финали со смычной согласной | Финали со смычной согласной |
| --------------------------- | --------------------------- | --------------------------- | --------------------------- | --------------------------- | --------------------------- | --------------------------- | --------------------------- | --------------------------- |
| a 阿                        | ai 爱                       | au 后                       | am 暗                       | an 安                       | aŋ 红                       | ap 盒                       | at 达                       | ak 北                       |
| ɛ 下                        | ei 事                       |                             |                             |                             | eiŋ 英                      |                             |                             | eik 益                      |
| i 皮                        |                             | iu 手                       |                             | in 新                       |                             | ip 邑                       | it 必                       |                             |
| ia 写                       |                             | iau 妖                      | iam 念                      | iɛn 联                      | iaŋ 谁                      | iap 狭                      | iɛt 捏                      | iak 菊                      |
| iɔ 笑                       |                             |                             | iom→心                      |                             | iɔŋ 用                      | iop 涩                      |                             | iɔk 育                      |
| ɔ 歌                        | ɔi 鞋                       | ou 侯                       | ɔm 栾                       | ɔn 春                       | ɔŋ 公                       | ɔp 合                       | ɔt 黜                       | ɔk 乐                       |
| u 有                        | ui 气                       |                             |                             | un 轮                       |                             |                             | ut 脫                       |                             |
| ua 娃                       | uai 快                      |                             |                             | uan 湾                      | uaŋ 广                      |                             | uat→挖                      | uak 廓                      |
| ue 话                       |                             |                             |                             |                             |                             |                             |                             |                             |
|                             |                             |                             | m̩ 毋                        |                             | ŋ̍ 嗯                        |                             |                             |                             |

Ключевые особенности финалей:
- В вэньчанском 5 базовых гласных звуков ([i], [u], [e], [ɔ], [a])
- 7 вариантов окончания на согласных звуков ([m], [n], [ŋ], [p], [t], [k], [ʔ])
- Отсутствие назализации.

В вэньчанском диалекте выделяют 6—8 тонов в зависимости от методологии учёта: 6 тонов при объединении входящих тонов (入声) с основными или 8 тонов при их раздельном рассмотрении как самостоятельных категорий.